# L'errante senza colpa
L'errante senza colpa (Wanderer of the Wasteland) è un film muto del 1924 diretto da Irvin Willat.

## Trama
Durante una lite, Adam Larey, giovane ingegnere minerario, spara a suo fratello Guerd e ferisce nella fuga lo sceriffo. Scappando nel deserto dove ha cercato rifugio, si perde. Ma viene salvato dall'intervento di un vecchio cercatore d'oro, Dismukes.
Alla fattoria dei Virey, i genitori di Ruth, la sua fidanzata, Virey, credendo che la moglie lo tradisca, provoca una valanga che uccide lui e la donna. Quando Adam, che ha assistito al dramma, ritrova Ruth, la informa della tragedia.
Convinto da Ruth a costituirsi, Adam torna in paese, dove ritrova il fratello, lievemente ferito, ma vivo.

## Produzione
Il film venne prodotto dalla Famous Players-Lasky Corporation, girato in California al Death Valley National Park e in Nevada, a Rhyolite.

## Distribuzione
Distribuito dalla Paramount Pictures, il film venne presentato in prima a Los Angeles il 21 giugno e a New York il 7 luglio 1924.

### Date di uscita
IMDb
- USA	21 giugno 1924	 (Los Angeles, California) (première)
- USA	7 luglio 1924	 (New York City, New York)
- USA	10 agosto 1924
- Austria Der Wanderer aus dem Todestale 1925
- Finlandia	4 ottobre 1925
- Portogallo Viandante do Vale da Sedução 30 novembre 1927

## Altre versioni
Il romanzo di Zane Grey venne ripreso nel 1935, adattato per lo schermo con un film dallo stesso titolo, diretto da Otho Lovering e nel 1945 con una nuova versione di Wanderer of the Wasteland.

## Censura
Per la versione da distribuire in Italia, la censura italiana soppresse le scene dopo la didascalia: "Picchia sodo amico mio" in cui si vede uno dei ladroni, colpito da un pugno, cadere nella macina e da questa stritolato, nonché i riquadri nei quali si vede colare il sangue della vittima.